# Fujikawaguchiko
Fujikawaguchiko (富士河口湖町, Fujikawaguchiko-machi) és una ciutat situada a la Prefectura de Yamanashi, al Japó. L'1 de juny de 2019, la ciutat tenia una població estimada de 26.542 en 10.618 llars i una densitat de població de 170 persones per km². La superfície total de la ciutat és de 158,40 quilòmetres quadrats (61,16 sq mi).

## Història

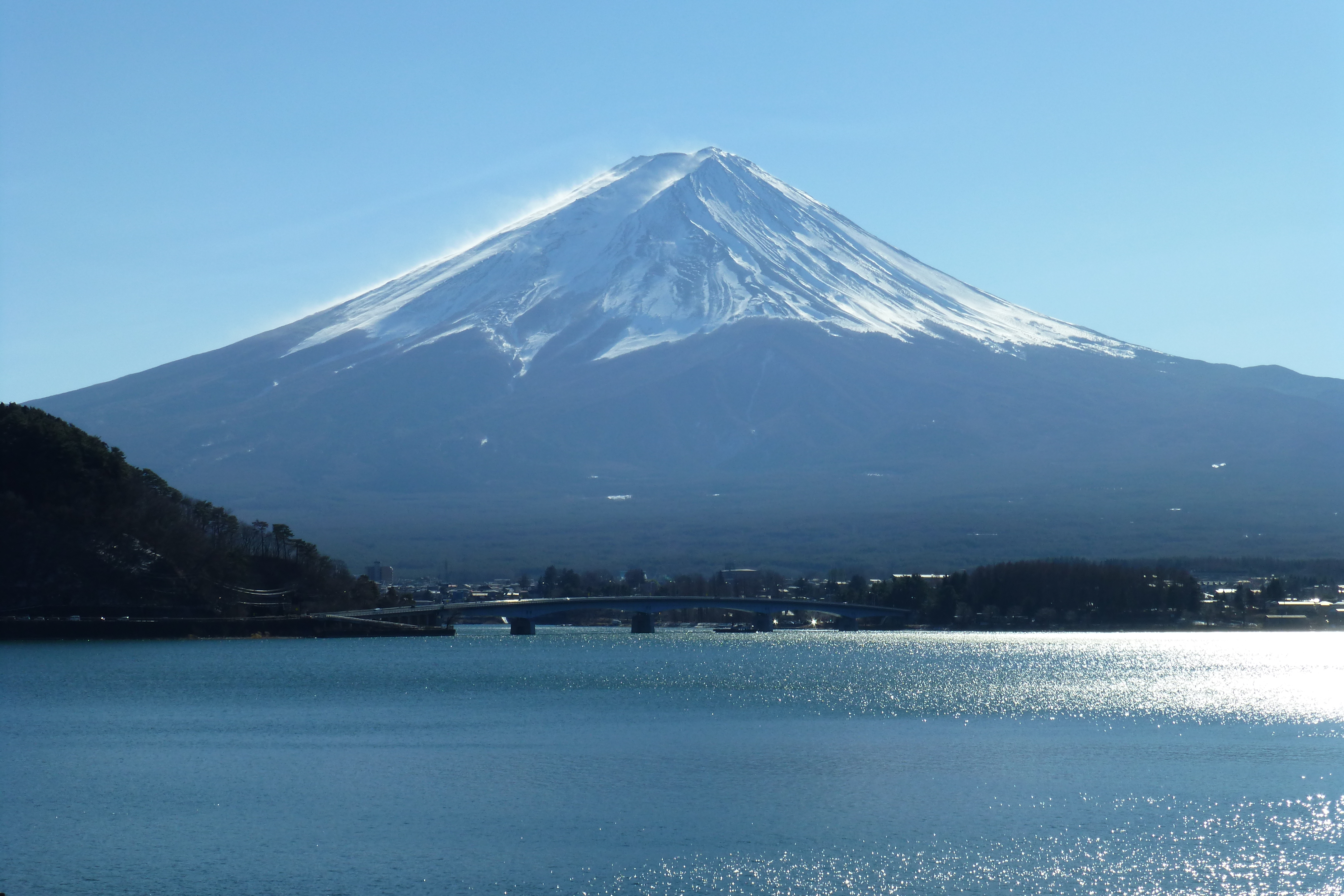
El mont Fuji vist a Kawaguchiko

L'àrea al voltant del llac Kawaguchi ha estat habitada almenys des del període Jōmon. Es trobava a la carretera que connectava la província de Kai amb la província de Suruga, i s'esmenta als registres del període Heian, que també documenten una erupció del mont Fuji l'any 864 dC. Durant el període Edo, tota la província de Kai era territori tenryō sota control directe del shogunat Tokugawa. Durant la reforma cadastral de l'inici del període Meiji l'1 de juliol de 1889, la zona va passar sota la jurisdicció del districte de Minamitsuru, prefectura de Yamanashi.
El 15 de novembre de 2003, la ciutat de Kawaguchiko i els pobles de Katsuyama i Ashiwada es van fusionar per formar la nova ciutat de Fujikawaguchiko. La seu de l'infame Aum Shinrikyo es trobava al poble de Kamikuishiki, la majoria del qual va ser absorbit a Fujikawaguchiko l'1 de març de 2006.

## Geografia
Fujikawaguchiko es troba al sud de la prefectura de Yamanashi, als contraforts del mont Fuji. Tres dels Cinc Llacs Fuji (el llac Kawaguchi, el llac Sai i el llac Shōji) es troben a Fujikawaguchiko. El llac Motosu es comparteix amb el veí Minobu .

### Municipis veïns
Prefectura de Yamanashi
- Ōtsuki
- Tsuru
- Fujiyoshida
- Fuefuki
- Nishikatsura
- Kofu
- Minobu
- Narusawa

Prefectura de Shizuoka :
- Fujinomiya

## Demografia
Segons dades del cens japonès, la població de Fujikawaguchiko va créixer lleugerament en les últimes dècades.
| Any  | Pop.   | ±%    |
| ---- | ------ | ----- |
| 2000 | 23,824 | —     |
| 2010 | 25,471 | +6.9% |
| 2020 | 26,082 | +2.4% |

## Clima
Fujikawaguchiko presenta un clima continental humit (Köppen Dfa, limitant amb Dfb) que limita molt amb un clima subtropical humit (Köppen Cfa) i un clima oceànic (Köppen Cfb). La temperatura mitjana anual a Fujikawaguchiko és de 10,3 °C. La precipitació mitjana anual és de 1663 mm amb setembre com el mes més plujós.
| Dades climàtiques del llac Kawaguchi (1991−2020 normals, extrems 1933−actualitat) | Dades climàtiques del llac Kawaguchi (1991−2020 normals, extrems 1933−actualitat) | Dades climàtiques del llac Kawaguchi (1991−2020 normals, extrems 1933−actualitat) | Dades climàtiques del llac Kawaguchi (1991−2020 normals, extrems 1933−actualitat) | Dades climàtiques del llac Kawaguchi (1991−2020 normals, extrems 1933−actualitat) | Dades climàtiques del llac Kawaguchi (1991−2020 normals, extrems 1933−actualitat) | Dades climàtiques del llac Kawaguchi (1991−2020 normals, extrems 1933−actualitat) | Dades climàtiques del llac Kawaguchi (1991−2020 normals, extrems 1933−actualitat) | Dades climàtiques del llac Kawaguchi (1991−2020 normals, extrems 1933−actualitat) | Dades climàtiques del llac Kawaguchi (1991−2020 normals, extrems 1933−actualitat) | Dades climàtiques del llac Kawaguchi (1991−2020 normals, extrems 1933−actualitat) | Dades climàtiques del llac Kawaguchi (1991−2020 normals, extrems 1933−actualitat) | Dades climàtiques del llac Kawaguchi (1991−2020 normals, extrems 1933−actualitat) | Dades climàtiques del llac Kawaguchi (1991−2020 normals, extrems 1933−actualitat) |
| Mes                                                                               | Gener                                                                             | Febrer                                                                            | Març                                                                              | Abril                                                                             | Maig                                                                              | Juny                                                                              | Juliol                                                                            | Agost                                                                             | Setembre                                                                          | Octubre                                                                           | Novembre                                                                          | Desembre                                                                          | Anual                                                                             |
| --------------------------------------------------------------------------------- | --------------------------------------------------------------------------------- | --------------------------------------------------------------------------------- | --------------------------------------------------------------------------------- | --------------------------------------------------------------------------------- | --------------------------------------------------------------------------------- | --------------------------------------------------------------------------------- | --------------------------------------------------------------------------------- | --------------------------------------------------------------------------------- | --------------------------------------------------------------------------------- | --------------------------------------------------------------------------------- | --------------------------------------------------------------------------------- | --------------------------------------------------------------------------------- | --------------------------------------------------------------------------------- |
| Rècord alt °C (°F)                                                                | 19.5 (67.1)                                                                       | 20.2 (68.4)                                                                       | 23.3 (73.9)                                                                       | 29.9 (85.8)                                                                       | 30.5 (86.9)                                                                       | 33.4 (92.1)                                                                       | 35.3 (95.5)                                                                       | 35.0 (95.0)                                                                       | 33.0 (91.4)                                                                       | 29.7 (85.5)                                                                       | 23.8 (74.8)                                                                       | 21.2 (70.2)                                                                       | 35.3 (95.5)                                                                       |
| Mitjana alta °C (°F)                                                              | 5.5 (41.9)                                                                        | 6.6 (43.9)                                                                        | 10.5 (50.9)                                                                       | 16.1 (61.0)                                                                       | 20.6 (69.1)                                                                       | 23.0 (73.4)                                                                       | 27.2 (81.0)                                                                       | 28.1 (82.6)                                                                       | 23.8 (74.8)                                                                       | 18.3 (64.9)                                                                       | 13.8 (56.8)                                                                       | 8.5 (47.3)                                                                        | 16.8 (62.3)                                                                       |
| Mitjana diària °C (°F)                                                            | −0.4 (31.3)                                                                       | 0.6 (33.1)                                                                        | 4.2 (39.6)                                                                        | 9.5 (49.1)                                                                        | 14.3 (57.7)                                                                       | 17.8 (64.0)                                                                       | 21.9 (71.4)                                                                       | 22.5 (72.5)                                                                       | 18.7 (65.7)                                                                       | 13.0 (55.4)                                                                       | 7.5 (45.5)                                                                        | 2.3 (36.1)                                                                        | 11.0 (51.8)                                                                       |
| Mitjana baixa °C (°F)                                                             | −5.7 (21.7)                                                                       | −4.8 (23.4)                                                                       | −1.3 (29.7)                                                                       | 3.7 (38.7)                                                                        | 8.9 (48.0)                                                                        | 13.7 (56.7)                                                                       | 18.0 (64.4)                                                                       | 18.5 (65.3)                                                                       | 14.8 (58.6)                                                                       | 8.7 (47.7)                                                                        | 2.2 (36.0)                                                                        | −2.9 (26.8)                                                                       | 6.1 (43.1)                                                                        |
| Mínim històric °C (°F)                                                            | −22.1 (−7.8)                                                                      | −20.5 (−4.9)                                                                      | −18.1 (−0.6)                                                                      | −9.1 (15.6)                                                                       | −3.0 (26.6)                                                                       | 3.5 (38.3)                                                                        | 4.2 (39.6)                                                                        | 9.3 (48.7)                                                                        | 2.3 (36.1)                                                                        | −3.3 (26.1)                                                                       | −9.5 (14.9)                                                                       | −15.5 (4.1)                                                                       | −22.1 (−7.8)                                                                      |
| Precipitació mitjana mm (polzades)                                                | 60.9 (2.40)                                                                       | 55.4 (2.18)                                                                       | 107.6 (4.24)                                                                      | 106.1 (4.18)                                                                      | 123.2 (4.85)                                                                      | 157.1 (6.19)                                                                      | 178.4 (7.02)                                                                      | 176.8 (6.96)                                                                      | 264.7 (10.42)                                                                     | 230.0 (9.06)                                                                      | 76.0 (2.99)                                                                       | 49.8 (1.96)                                                                       | 1.585,9 (62,44)                                                                   |
| Nevades mitjanes cm (polzades)                                                    | 37 (15)                                                                           | 28 (11)                                                                           | 20 (7.9)                                                                          | 4 (1.6)                                                                           | 0 (0)                                                                             | 0 (0)                                                                             | 0 (0)                                                                             | 0 (0)                                                                             | 0 (0)                                                                             | 0 (0)                                                                             | 1 (0.4)                                                                           | 7 (2.8)                                                                           | 97 (38)                                                                           |
| Mitjana de dies de precipitació (≥ 1,0 mm)                                        | 4.9                                                                               | 5.1                                                                               | 9.1                                                                               | 8.5                                                                               | 9.4                                                                               | 11.5                                                                              | 11.7                                                                              | 10.1                                                                              | 11.1                                                                              | 10.1                                                                              | 6.7                                                                               | 4.6                                                                               | 102.8                                                                             |
| Mitjana de dies nevats (≥ 1 cm)                                                   | 4.4                                                                               | 4.3                                                                               | 3.1                                                                               | 0.7                                                                               | 0                                                                                 | 0                                                                                 | 0                                                                                 | 0                                                                                 | 0                                                                                 | 0                                                                                 | 0                                                                                 | 1.2                                                                               | 13.7                                                                              |
| Humitat relativa mitjana (%)                                                      | 62                                                                                | 63                                                                                | 67                                                                                | 68                                                                                | 73                                                                                | 80                                                                                | 81                                                                                | 81                                                                                | 82                                                                                | 81                                                                                | 74                                                                                | 66                                                                                | 73                                                                                |
| Mitjana d'hores de sol/mes                                                        | 212.3                                                                             | 190.7                                                                             | 185.7                                                                             | 185.5                                                                             | 181.0                                                                             | 122.8                                                                             | 148.4                                                                             | 165.2                                                                             | 122.5                                                                             | 134.4                                                                             | 165.8                                                                             | 199.9                                                                             | 2,014.2                                                                           |
| Font: Agència Meteorològica del Japó.                                             |                                                                                   |                                                                                   |                                                                                   |                                                                                   |                                                                                   |                                                                                   |                                                                                   |                                                                                   |                                                                                   |                                                                                   |                                                                                   |                                                                                   |                                                                                   |

## Educació
Fujikawaguchiko té vuit escoles primàries públiques i dues escoles secundàries públiques gestionades pel govern de la ciutat, juntament amb una escola primària privada i una escola secundària privada. La ciutat té una escola secundària pública gestionada pel Consell d'Educació de la Prefectura de Yamanashi. La Universitat de Ciències de la Salut, una escola de medicina privada, es troba a Fujikawaguchiko.

## Transport

### Per ferrocarril
- Línia Fujikyuko
  - Fujikyu-Highland - Kawaguchiko .

### Per carretera
- Autopista de Chūō
- Ruta Nacional 137
- Ruta Nacional 139
- Ruta Nacional 300
- Ruta Nacional 358

## Atraccions locals
- El museu de les joguines de Teruhisa Kitahara
- Els cinc llacs Fuji
- El so dels ocells salvatges al llac Sai va ser designat com un dels 100 paisatges sonors del Japó pel Ministeri de Medi Ambient[4]